# Breaza (okręg Suczawa)
Breaza – wieś w Rumunii, w okręgu Suczawa, w gminie Breaza. W 2011 roku liczyła 1036 mieszkańców.